# Robinswood Hill
Robinswood Hill är en kulle i Storbritannien.   Den ligger i grevskapet Gloucestershire och riksdelen England, i den södra delen av landet, 150 km väster om huvudstaden London. Toppen på Robinswood Hill är 187 meter över havet, eller 163 meter över den omgivande terrängen. Bredden vid basen är 2,5 km.
Terrängen runt Robinswood Hill är platt åt nordväst, men åt sydost är den kuperad. Runt Robinswood Hill är det ganska tätbefolkat, med 222 invånare per kvadratkilometer. Närmaste större samhälle är Gloucester, 3,6 km norr om Robinswood Hill. Omgivningarna runt Robinswood Hill är en mosaik av jordbruksmark och naturlig växtlighet.